# Prachtanjer
De prachtanjer (Dianthus superbus) is een vrij kort levende vaste plant die behoort tot de anjerfamilie (Caryophyllaceae). De plant komt van nature voor in Eurazië en groeit bijvoorbeeld nog in Duitsland. In België is de plant zeer zeldzaam. 
De plant wordt 20-45 cm hoog en de stengel is dicht bezet met korte stekelachtige haartjes. De plant is zodeachtig en heeft smalle, lijnvormige bladeren. De prachtanjer bloeide in Nederland van juni tot september met roze of paarsachtige, soms witte, sterk geurende bloemen. De langgesteelde bloemen staan in een wijdvertakt, meertakkig bijscherm.
De soort is volgens de Nederlandse Rode Lijst van planten niet meer in dat land aanwezig. De prachtanjer kwam er vroeger voor op zandruggen in veenachtig hooigrasland.
De prachtanjer wordt soms uitgezaaid, maar deze uitgezaaide planten hebben een afwijkende bloemkleur. Ook zijn er verschillende cultivars voor gebruik in de siertuin.

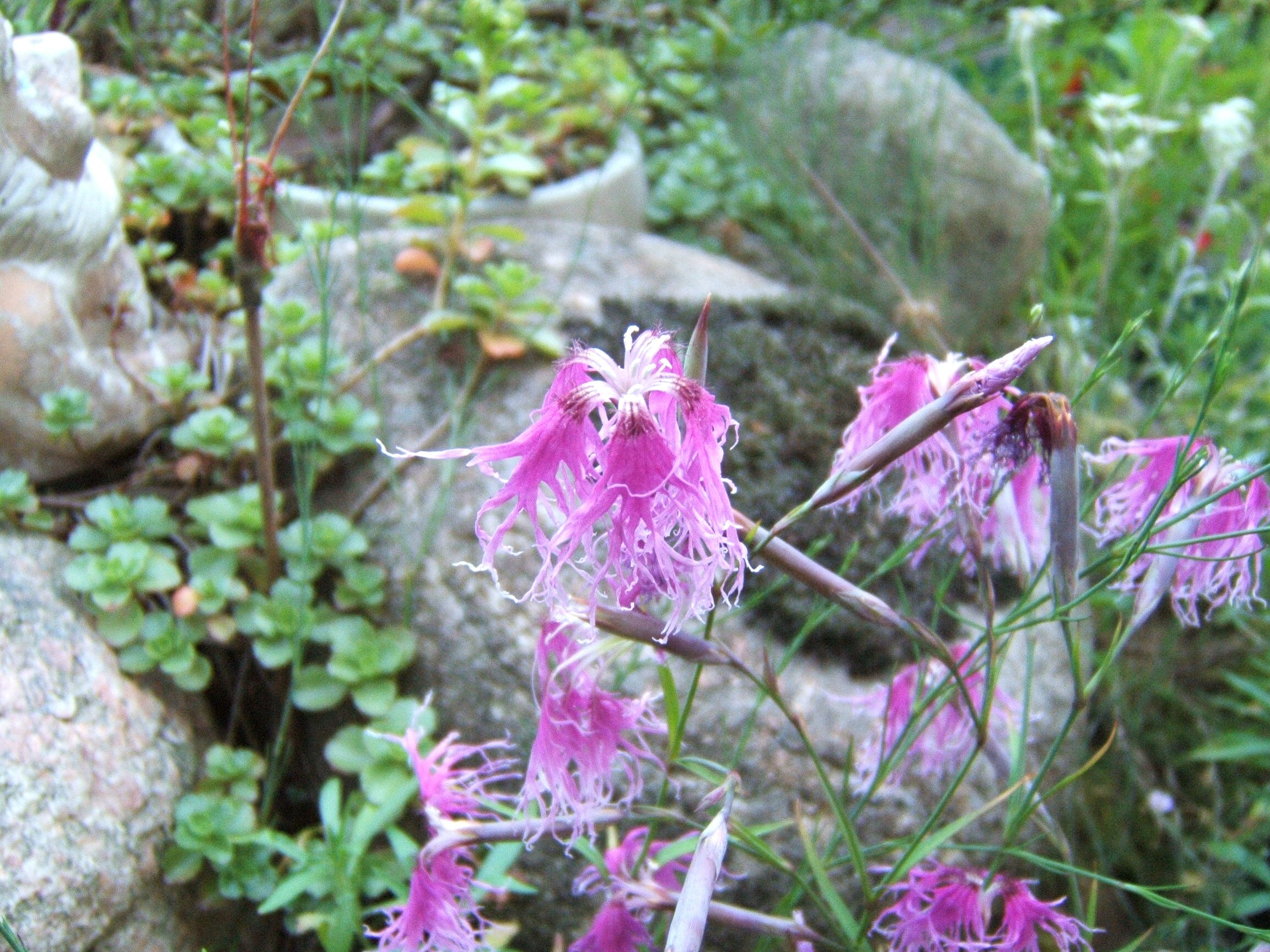
Prachtanjer na regenbui